# Looking
Looking  é  uma série de comédia dramática sobre três amigos gays que vivem em São Francisco. Estreou em 19 de janeiro de 2014 no canal pago HBO e tem como protagonistas Jonathan Groff , Frankie J. Alvarez  e Murray Bartlett. Os produtores executivos da série são David Marshall Grant, Sarah Condon e Andrew Haigh.
Depois de duas temporadas, a HBO anunciou que Looking não seria renovada para uma terceira temporada, em vez disso foi encomendado um especial para servir como o final da série.
Em Portugal a série é exibida no TVSéries, sob o nome "Procurando".

## Sinopse
Patrick Murray, um designer de jogos de 29 anos de idade, vive em San Francisco com seus amigos Dom, um aspirante a dono de restaurate, e Augustín, um assistente de artista. Patrick tem uma tendência de ser ingênuo e tem sido geralmente infeliz no amor, mas as coisas mudam em sua vida de Patrick quando conhece o charmoso e humilde barbeiro Richie e com a chegada de seu novo chefe, o atraente mas bem parceiro Kevin. Dom persegue seu objetivo de abrir o seu próprio restaurante com o apoio de sua companheira de quarto, Doris, e com a ajuda inesperada de Lynn, um famoso empreendedor em São Francisco. Agustín luta em domesticar com seu namorado de longa data Frank a sua carreira no mundo da arte, assim como sua propensão em abusar de substâncias recreativas. Os três homens levam a vida, relacionamentos, família e carreiras na atual São Francisco.

## Elenco

### Principal
| Jonathan Groff     | Patrick Murray                  | Regular    | Regular |
| Frankie J. Alvarez | Agustín Lanuez                  | Regular    | Regular |
| Murray Bartlett    | Dom Basaluzzo                   | Regular    | Regular |
| Russell Tovey      | Kevin Matheson                  | Recorrente | Regular |
| Raúl Castillo      | Ricardo "Richie" Donado Ventura | Recorrente | Regular |
| Lauren Weedman     | Doris                           | Recorrente | Regular |

### Recorrente
- Scott Bakula como Lynn, um empresário que atinge uma ligação com Dom.
- O. T. Fagbenle como Frank , namorado de longo prazo da Agustín.
- Andrew Law como Owen, colega de trabalho de Patrick.
- Ptolomy Slocum como Hugo, colega de trabalho do Dom. (1ª temporada)
- Joseph Williamson como Jon, o namorado de Kevin.
- Daniel Franzese como Eddie, o interesse amoroso de Agustín que é voluntário em um abrigo para jovens LGBT. (2ª temporada)
- Chris Perfetti como Brady, o novo namorado de Richie. (2ª temporada)
- Bashir Salahuddin como Malik, o interesse amoroso de Doris. (2ª temporada)

## Episódios

### 1ª Temporada
| # | Título Original                   | Exibição original       | Exibição no Brasil      |
| - | --------------------------------- | ----------------------- | ----------------------- |
| 1 | "Looking for Now"                 | 19 de Janeiro de 2014   | 20 de Janeiro de 2014   |
| 2 | "Looking for Uncut"               | 26 de Janeiro de 2014   | 27 de Janeiro de 2014   |
| 3 | "Looking at Your Browser History" | 01 de Fevereiro de 2014 | 03 de Fevereiro de 2014 |
| 4 | "Looking for $220/Hour"           | 09 de Fevereiro de 2014 | 10 de Fevereiro de 2014 |
| 5 | "Looking for the Future"          | 16 de Fevereiro de 2014 | 17 de Fevereiro de 2014 |
| 6 | "Looking in the Mirror"           | 23 de Fevereiro de 2014 | 24 de Fevereiro de 2014 |
| 7 | "Looking for a Plus-One"          | 02 de Março de 2014     | 03 de Março de 2014     |
| 8 | "Looking Glass (Season Finale)"   | 09 de Março de 2014     | 10 de Março de 2014     |

### 2ª Temporada
| #  | Título Original                    | Exibição original       | Exibição no Brasil      |
| -- | ---------------------------------- | ----------------------- | ----------------------- |
| 1  | "Looking for the Promised Land"    | 11 de Janeiro de 2015   | 12 de Janeiro de 2015   |
| 2  | "Looking for Results"              | 18 de Janeiro de 2015   | 19 de Janeiro de 2015   |
| 3  | "Looking Top to Bottom"            | 25 de Janeiro de 2015   | 26 de Janeiro de 2015   |
| 4  | "Looking Down the Road"            | 08 de Fevereiro de 2015 | 09 de Fevereiro de 2015 |
| 5  | "Looking for Truth"                | 15 de Fevereiro de 2015 | 16 de Fevereiro de 2015 |
| 6  | "Looking for Gordon Freeman"       | 22 de Fevereiro de 2015 | 23 de Fevereiro de 2015 |
| 7  | "Looking for a Plot"               | 1º de Março de 2015     | 02 de Março de 2015     |
| 8  | "Looking for Glory"                | 08 de Março de 2015     | 09 de Março de 2015     |
| 9  | "Looking for Sanctuary"            | 15 de Março de 2015     | 16 de Março de 2015     |
| 10 | "Looking for Home (Season Finale)" | 22 de Março de 2015     | 23 de Março de 2015     |

### Looking: The Movie
| # | Título               | Dirigido por | Escrito por                   | Data de exibição original                                              | Audiência nos EUA (em milhões) |
| --- | -------------------- | ------------ | ----------------------------- | ---------------------------------------------------------------------- | ------------------------------ |
| 1 | "Looking: The Movie" | Andrew Haigh | Andrew Haigh & Michael Lannan | 2 de junho de 2016 (Frameline Film Festival) 23 de julho de 2016 (HBO) | 0.284                          |
| Quase um ano após o último episódio, Patrick terminou com Kevin e se mudou de volta para casa para Denver. Ele volta para São Francisco para o casamento de Agustín e Eddie. Inspirado por alguns conselhos de Richie e um caso de uma noite que conheceu Kevin no passado, Patrick estende a mão para Kevin, na esperança de encerrar tudo, mas encontra algo inesperado com Dom. Enquanto isso, Doris toma uma decisão importante na vida, Agustín e Eddie enfrentam os seus problemas, e a relação de Richie com Brady atinge um ponto de ruptura. No final, Patrick encontra o que está procurando por todo o tempo. |                      |              |                               |                                                                        |                                |

## Produção
HBO encomendou 8 episódios para a primeira temporada de Looking em 14 de maio de 2013. O piloto foi escrito por Michael Lannan, baseado em um curta-metragem de Lannan chamado Lorimer, e dirigido por Andrew High. As filmagens começaram na Área da baía de São Francisco em 16 de setembro de 2013, e finalizadas em 7 de novembro de 2013. De acordo com Lannan em uma estrevista dada em 2014, dos nove escritores, sete são gays e uma mulher.
Michael Lannan anunciou em uma entrevista em fevereiro de 2014 que os escritores já estavam pensando no material para uma segunda temporada, caso fosse aprovada. Seu comentário foi rapidamente apoiado pelo Diretor de Comédia da HBO, Nick Hall, que afirmou que "a audiência do público na TV não é a única,  também damos prioridade para o On Demand, ou, HBO Go", e os episódios de Looking estavam dando resultados
Em 26 de fevereiro de 2014, HBO anunciou oficialmente a produção de uma nova temporada com estreia dia 11 de janeiro de 2015.
A segunda temporada terá 10 episódios, dois a mais que a primeira exibida em 2014, e ganhará a adição no elenco do ator Daniel Franzese, conhecido por interpretar Damian no filme Mean Girls.

## Recepção

### Resposta da Crítica
Looking recebeu críticas positivas dos críticos. O Site Rotten Tomatoes após realizar uma revisão relata que 89% dos críticos deram uma avaliação positiva com base em 37 avaliações, com uma pontuação média de 7.6 / 10. O consenso do site é : "engraçado sem ser desagradável, Looking fornece situações autênticas que se sentem universal com seus detalhes sutis e performances de alto nível." No site da revisão do Metacritic, a série mantém uma média de 73 baseado em 27 avaliações , indicando avaliações favoráveis.
Desde que Looking foi anunciado que tem sido referido por tanto a comunidade e os críticos adiantados como a "versão gay" de Girls e Sex and the City. Depois de assistir o piloto rapidamente, críticos descartaram esses comentários dizendo que "as diferenças entre as duas séries de ir além da superfície" e um dos atores principais da série, Jonathan Groff, chegou a dizer que "ser no mesmo fôlego como os shows é emocionante [...] mas o tom e da escrita e do estilo do show é muito diferente. e as pessoas vão perceber que quando vê-lo. "

### Público
Looking foi muito bem aceito pelo público gay, por não se tratar de uma série com diálogos clichês e o enredo da série se passa em um cotidiano mais realista e não em um mundo surreal.